# Copa Libertadores 2019
De Copa Libertadores de América 2019 was de 60ste editie van de  Copa Libertadores, een jaarlijks voetbaltoernooi voor clubs uit Latijns-Amerika, georganiseerd door de CONMEBOL. Sinds 2014 is de officiële naam van het toernooi de Copa Bridgestone Libertadores. Het toernooi vond plaats van 22 januari 2019 tot en met 23 november 2019. River Plate uit Argentinië was de titelhouder, maar het verloor de finale in Lima met 2–1 van CR Flamengo uit Brazilië.

## Kwalificatie

### 1e voorronde
| Team 1              | Tot.    | Team 2            | 1e wedstr. | 2e wedstr. |
| ------------------- | ------- | ----------------- | ---------- | ---------- |
| Delfín              | 5–1     | Nacional          | 3-0        | 2-1        |
| Deportivo La Guaira | (u) 2–2 | Real Garcilaso    | 1-0        | 1-2        |
| Bolívar             | 5–6     | Defensor Sporting | 2-4        | 3-2        |

### 2e voorronde
| Team 1              | Tot.         | Team 2                 | 1e wedstr. | 2e wedstr. |
| ------------------- | ------------ | ---------------------- | ---------- | ---------- |
| Danubio             | 4–5          | Atlético Mineiro       | 1-2        | 2-3        |
| Melgar              | 1–0          | Universidad de Chile   | 1-0        | 0-0        |
| The Strongest       | 2–6          | Libertad               | 1-1        | 1-5        |
| Palestino           | 2–2 ns (4–1) | Independiente Medellín | 1-1        | 1-1        |
| Talleres            | 2–0          | São Paulo              | 2-0        | 0-0        |
| Deportivo La Guaira | 0–1          | Atlético Nacional      | 0-1        | 0-0        |
| Delfín              | 1–1 (u)      | Caracas                | 1-1        | 0-0        |
| Defensor Sporting   | 3–1          | Barcelona              | 3-0        | 0-1        |

### 3e voorronde
| Team 1            | Tot.         | Team 2            | 1e wedstr. | 2e wedstr. |
| ----------------- | ------------ | ----------------- | ---------- | ---------- |
| Defensor Sporting | 0–2          | Atlético Mineiro  | 0-2        | 0-0        |
| Melgar            | 3–2          | Caracas           | 2-0        | 1-2        |
| Libertad          | 1–1 ns (5–4) | Atlético Nacional | 1-0        | 0-1        |
| Talleres          | 3–4          | Palestino         | 2-2        | 1-2        |

## Groepsfase
De top 2 van elke groep plaatst zich voor de laatste 16 , terwijl de acht nummers 3 zich plaatsen voor de Copa Sudamericana 2019

## Hoofdtoernooi
In de knock-out fase speelden de teams twee keer tegen elkaar, zowel uit als thuis. De finale bestond uit één wedstrijd gespeeld op neutraal terrein.

### Laatste 16
| Team 1               | Tot.         | Team 2        | 1e wedstr. | 2e wedstr. |
| -------------------- | ------------ | ------------- | ---------- | ---------- |
| River Plate          | 0-0 ns (4–2) | Cruzeiro      | 0-0        | 0-0        |
| Godoy Cruz           | 2-6          | Palmeiras     | 2-2        | 0-4        |
| Emelec               | 2-2 ns (2–4) | Flamengo      | 2-0        | 0-2        |
| LDU Quito            | 4-2          | Olimpia       | 3-1        | 1-1        |
| Athletico Paranaense | 0-3          | Boca Juniors  | 0-1        | 0-2        |
| Nacional             | 0-3          | Internacional | 0-1        | 0-2        |
| Grêmio               | 5-0          | Libertad      | 2-0        | 3-0        |
| San Lorenzo          | 1-2          | Cerro Porteño | 0-0        | 1-2        |

### Kwartfinales
| Team 1      | Tot.    | Team 2        | 1e wedstr. | 2e wedstr. |
| ----------- | ------- | ------------- | ---------- | ---------- |
| River Plate | 3-1     | Cerro Porteño | 2-0        | 1-1        |
| Grêmio      | (u) 2-2 | Palmeiras     | 0-1        | 2-1        |
| Flamengo    | 3-1     | Internacional | 2-0        | 1-1        |
| LDU Quito   | 0-3     | Boca Juniors  | 0-3        | 0-0        |

### Halve finales
| Team 1      | Tot. | Team 2       | 1e wedstr. | 2e wedstr. |
| ----------- | ---- | ------------ | ---------- | ---------- |
| River Plate | 2-1  | Boca Juniors | 2-0        | 0-1        |
| Grêmio      | 1-6  | Flamengo     | 1-1        | 0-5        |

### Finale
|                                              |             |     |          |                                                                              |
| 23 november 2019 15:00 (UTC−5) 21:00 (UTC+1) | River Plate | 1–2 | Flamengo | Stadion: Estadio Monumental "U", Lima Scheidsrechter: Roberto Tobar ( Chili) |
| 23 november 2019 15:00 (UTC−5) 21:00 (UTC+1) |             |     |          | Stadion: Estadio Monumental "U", Lima Scheidsrechter: Roberto Tobar ( Chili) |
| 23 november 2019 15:00 (UTC−5) 21:00 (UTC+1) |             |     |          | Stadion: Estadio Monumental "U", Lima Scheidsrechter: Roberto Tobar ( Chili) |
| 23 november 2019 15:00 (UTC−5) 21:00 (UTC+1) |             |     |          | Stadion: Estadio Monumental "U", Lima Scheidsrechter: Roberto Tobar ( Chili) |
|                                              |             |     |          |                                                                              |